# Eparchia taszkencka
Eparchia taszkencka – eparchia Rosyjskiego Kościoła Prawosławnego obejmująca terytorium Uzbekistanu. Jej obecnym ordynariuszem jest metropolita Wincenty (Morar).
Erygowana w 1872 r. jako eparchia turkiestańska, obejmowała pierwotnie podbite przez Rosję terytoria Azji Środkowej.
Do lipca 2011 Taszkent był siedzibą prawosławnej eparchii taszkenckiej i Azji Środkowej, obejmującej terytorium Kirgistanu, Uzbekistanu i Tadżykistanu. 27 lipca 2011 Święty Synod Rosyjskiego Kościoła Prawosławnego zdecydował o powołaniu Środkowoazjatyckiego Okręgu Metropolitalnego, w ramach którego działają eparchia taszkencka i uzbecka, eparchia biszkecka oraz eparchia duszanbeńska.
Eparchia taszkencka i Azji Środkowej, w granicach sprzed podziału z 2011, działała od 1871. Do 2007 jej częścią były, oprócz obszaru współczesnego, także parafie Rosyjskiego Kościoła Prawosławnego na terytorium Turkmenistanu. W wymienionym roku Święty Synod Kościoła zdecydował o wydzieleniu ich w osobny dekanat, który pozostaje pod osobistym zwierzchnictwem patriarchy moskiewskiego i całej Rusi i od 2008 jest w jego imieniu zarządzany przez biskupa smoleńskiego i wiaziemskiego, a następnie piatigorskiego i czerkieskiego Teofilakta (Kurjanowa).
Według danych z 2006 eparchia liczyła 105 parafii obsługiwanych przez 115 kapłanów. Działały również następujące klasztory:
- Monaster Opieki Matki Bożej w Dustabadzie, żeński
- Monaster Kazańskiej Ikony Matki Bożej w Kalininskim, żeński
- Monaster Trójcy Świętej w Taszkencie, żeński
- Monaster św. Jerzego w Czircziku, męski